# 국학대학
국학대학(國學大學)은 대한민국 서울특별시 서대문구 현저동에 있었던 사립대학이다.

## 연혁
1946년 서울 서대문구 현저동에서 국학전문학교(國學專門學校)가 설립되었으며, 이듬해인 1947년에 국학대학교(國學大學校)로 승격되었다.
이후 1967년에 수도의과대학교에 흡수되어 우석대학교(友石大學校)로 개편되었으며, 1971년에 고려대학교에 흡수되어 오늘날에 이른다.